# Избранный президент
И́збранный президе́нт, также новоизбранный президент — лицо, избранное на выборах в качестве президента (главы государства), но ещё не вступившее в должность, ожидая своей инаугурации и не приступившее к исполнению своих обязанностей.

## Избранный президент в России
Президент Российской Федерации — России «приступает к исполнению обязанностей с момента принесения им присяги и прекращает их исполнение с истечением срока его пребывания в должности с момента принесения присяги вновь избранным Президентом Российской Федерации».
В конституционном праве России для определения лица, избранного Президентом Российской Федерации, до вступления его в должность применяются термины «избранный Президент Российской Федерации» и «вновь избранный Президент Российской Федерации».
По окончании президентской избирательной кампании 2008 года, появился термин — «вновь избранный и не вступивший в должность Президент Российской Федерации», применённый в Указе Президента России от 3 марта 2008 г. № 295 «О статусе вновь избранного и не вступившего в должность Президента Российской Федерации». Ранее регулировать особый статус вновь избранного президента не было необходимости, так как в 1996 и 2004 годах действующий президент переизбирался на второй срок, а в 2000 году избранным президентом стал исполняющий обязанности президента России.
Согласно Указу, от 3 марта 2008 года, Администрации Президента Российской Федерации поручено обеспечивать деятельность вновь избранного президента, а Федеральной службе охраны Российской Федерации — обеспечивать его охрану до официального объявления о его избрании. Избранному президенту выделяется официальная резиденция. Возможно, имеются также какие-то привилегии, не оглашаемые публично (п. 4 указа скрыт под грифом «для служебного пользования»).
Так как новоизбранный президент, по российскому законодательству, должен вступить в должность по истечении 6-летнего срока предшественника, а выборы с 2000 года происходят в один тур и назначаются на всё более раннюю дату, период нахождения в статусе избранного президента растёт (от 37 суток у Ельцина до 66 у Медведева).
Избранные президенты России:
- Борис Ельцин — с 12 июня по 10 июля 1991 года (председатель Верховного Совета РСФСР, то есть действующий глава союзной республики в составе Союза ССР) и c 3 июля по 9 августа 1996 года (действующий глава государства, избранный на новый срок).
- Владимир Путин — с 26 марта по 7 мая 2000 года (и. о. президента России — председатель Правительства России) и с 14 марта по 7 мая 2004 года (действующий президент, избранный на новый срок).
- Дмитрий Медведев — со 2 марта по 7 мая 2008 года (1-й заместитель председателя Правительства России; действующим президентом в этот период являлся Путин).
- Владимир Путин — с 5 марта по 7 мая 2012 года (председатель Правительства России; действующим президентом в этот период являлся Медведев), с 19 марта по 7 мая 2018 года и с 18 марта по 7 мая 2024 года (действующий президент, избранный на новый срок).

## Избранный президент в США
Избранным президентом США (англ. president-elect of the United States) в этом государстве называют будущего президента в отрезок времени между выборами во вторник после первого понедельника ноября и 12 часами дня по восточному североамериканскому времени в день инаугурации 20 января. Поскольку выборы в США непрямые (выборщики проголосуют только в декабре), избранным президентом начинают называть кандидата, который со всей очевидностью победит и станет следующим президентом, ещё до того, как он избран официально.

## Избранный президент на Украине
В соответствии со статьёй 104 Конституции Украины новоизбранный президент Украины вступает в должность не позднее, чем через 30 дней после официального оглашения результатов выборов, с момента принесения присяги народу Украины на торжественном заседании Верховной Рады Украины. Приведение новоизбранного президента Украины к присяге осуществляет председатель Конституционного суда Украины. Президент Украины, избранный на внеочередных выборах, принимает присягу в пятидневный срок после официального оглашения результатов выборов.
После официального объявления результатов президентских выборов 2019 года избранным президентом Украины стал Владимир Зеленский.

## Избранный президент во Франции
Во Франции президент республики с 1962 года избирается всенародным голосованием. Подводя итоги выборов, Конституционный совет Франции провозглашает победителя президентом республики с определённого момента:
- либо с момента «его вступления в должность, каковое… будет иметь место не позднее истечения полномочий» его предшественника (указывается точное время, обычно полночь после годовщины инаугурации), в случае, когда избран новый президент вместо находящегося в должности прежнего (Миттеран в 1981 году, Ширак в 1995 году, Саркози в 2007 году);
- либо с фиксированного момента истечения предыдущего срока, без специального указания на церемонию вступления в должность (если действующий президент переизбран на новый срок: де Голль в 1965 году, Миттеран в 1988 году, Ширак в 2002 году)
- либо без определения момента начала срока (если президент избран на досрочных выборах вследствие вакансии: Помпиду в 1969 году, Жискар д’Эстен в 1974 году); в обоих случаях инаугурация происходила на следующий день.

Только в первом случае к победившему на выборах применимо понятие «избранного президента» (фр. le President élu), которое может неофициально употребляться и до постановления Конституционного совета. В отличие от США, где избранный президент находится в таком статусе два с половиной месяца, его французский коллега вступает в должность обычно в пределах недели с небольшим.